# Відтік мізків
Відтік мізків (англ. brain drain) — процес масової еміграції, при якій з країни або регіону від'їжджають фахівці, вчені і кваліфіковані робітники з політичних, економічних, релігійних або інших причин. При оцінці цього процесу можна припустити, що країнам, з яких витікають фахівці, наноситься дуже значний економічний, культурний, а іноді і політичний збиток. І навпаки, країни, що приймають й забезпечують фахівців-емігрантів, придбають величезний та дешевий інтелектуальний капітал. Аналогічний процес вивезення за кордон фінансового капіталу називають «відтік капіталу».
Термін «відтік мізків» був введений британським Королівським товариством для опису міграційних процесів в середовищі вчених та інженерів під час і після другої світової війни.
Обмеження трудової еміграції не вирішує проблеми. Замість цього вкрай важливо забезпечити сприятливі умови для отримання освіти та професійного росту висококваліфікованих фахівців в межах своєї країни.